# Hiver russe (Krylov)
Hiver russe (en russe : Русская зима) est un tableau de Nikifore Krylov réalisé en 1827, dans un village situé sur les rives de la Tosna près de Saint-Pétersbourg. Le tableau fait partie des collections du musée Russe.
Un mécène dans le village fait construire une maison pour Krylov en échange de la réalisation de ce tableau. Krylov peint le paysage qu'il voit depuis la fenêtre de son atelier durant le mois qu'il passe là. Il est en périphérie du village, les habitants s'occupent de leurs tâches quotidiennes: au premier plan une femme avec une palanche porte des seaux pleins d'eau, un homme mène un cheval par la bride, deux femmes se sont arrêtées et conversent. Au loin s'étend une forêt, puis une vaste plaine sans fin. La neige est partout, les arbres ont perdu leurs feuilles et sont nus. Le soleil est bas et les ombres sont longues. L'auteur a réussi à saisir avec maîtrise l'atmosphère de l'hiver russe. Un tel paysage d'hiver, dans sa simplicité, sa sincérité est rare dans la peinture russe de la première moitié du XIXe siècle.
Le tableau a été présenté à l'Académie des beaux-arts où il a été accueilli favorablement par les contemporains du peintre. Krylov a saisi admirablement l'illumination donnée au paysage par la blancheur de la neige, il a bien rendu les différentes couleurs du ciel nuageux et les particularités que l'on peut observer par grand froid.

## Sources
- Art mondial/ RussieМировое искусство. Русская живопись, Saint)Pétersbourg /СПб, Kristal /ООО «СЗКЭО „Кристалл“»,‎ 2007, 192 p. (ISBN 978-5-9603-0064-3 et 5-9603-0064-8), p. 78